# Felipe Lorda
Felipe Lorda Alaiz (Almacellas, 5 de julio de 1918-Barcelona, 23 de agosto de 1992) fue un crítico literario, catedrático universitario y político socialista de Cataluña, España.

## Biografía
Durante la Guerra Civil luchó en el ejército republicano, razón por la que a finales del conflicto marchó a Francia y fue internado en un campo de concentración. Después regresó a España y sirvió de nuevo en el ejército. Se licenció en Filología Clásica por la Universidad Complutense de Madrid, doctorándose en 1968 en Filología Románica en la Universidad de Barcelona. En 1948 marchó al exilio a los Países Bajos y fue periodista y, desde 1977, profesor de lengua y literatura catalana y castellana en la universidad de Ámsterdam y catedrático en la Universidad de Barcelona.
Fue miembro fundador de la Asociación Internacional de Lengua y Literatura Catalanas (Associació Internacional de Llengua i Literatura Catalanes - AILLC), y en 1970 organizó en Ámsterdam el segundo coloquio internacional sobre el catalán. Tradujo cerca de un centenar de libros de carácter literario y de ensayo, y se dedicó especialmente a las literaturas catalana, castellana e inglesa contemporáneas, dentro de la tradición crítica de inspiración marxista. Fue Premio Nacional de Traducción en Bélgica y los Países Bajos.
En Ámsterdam, a principios de la década de los sesenta, Lorda se afilió al PSOE y a la UGT. Además de trabajar para la expansión del partido y el sindicato en el exilio holandés, mantiene un contacto directo con los dirigentes de la Federación Catalana del PSOE. Volvió a España en 1977 y en las primeras elecciones democráticas en 1977 tras el fin de la dictadura franquista fue cabeza de lista de Socialistes de Catalunya, la coalición entre el PSOE y el Partit Socialista de Catalunya-Congrés por la circunscripción electoral de Lérida, siendo elegido diputado al Congreso. Pasó al Partido de los Socialistas de Cataluña tras su creación en 1978. Más tarde fue designado senador por la comunidad autónoma de Cataluña en la segunda, tercera y cuarta legislatura. También, en las elecciones al Parlamento de Cataluña de 1980, 1984 y 1988 fue diputado por la circunscripción electoral de Barcelona. En 1982-1986 fue miembro del Patronato de la Universidad de Barcelona, de la junta directiva del Centro de Información y Documentación Internacional de Barcelona y miembro de la Asamblea Parlamentaria del Consejo de Europa.
En 1981 fue elegido secretario general de la Federación Española de Trabajadores de la Enseñanza de la Unión General de Trabajadores (FETE-UGT).